# Chiang Saen (plaats)
Chiang Saen (Thai: เชียงแสน) is een plaats in de amphoe Chiang Saen in Thailand. De plaats ligt aan de Mekong en tegen de grens aan met Myanmar. Binnen de stadsmuren van Chiang Saen zijn en waren ongeveer 75 tempels en net buiten de stadsmuren zijn en waren en ongeveer 60 tempels.

## Geschiedenis

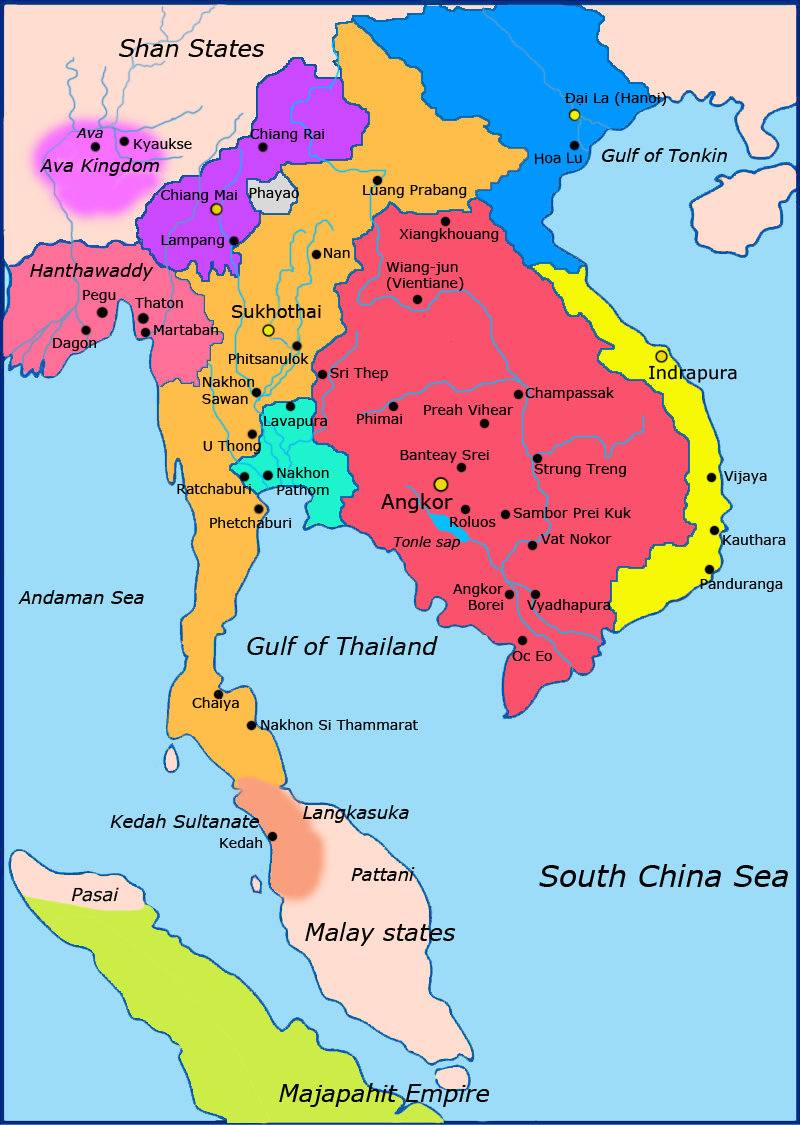
Koninkrijk Lanna (waarvan Chiang Saen onderdeel is) in het donkerpaars, Phayao in het grijs en Koninkrijk Sukhothai in het oranje; in 1300

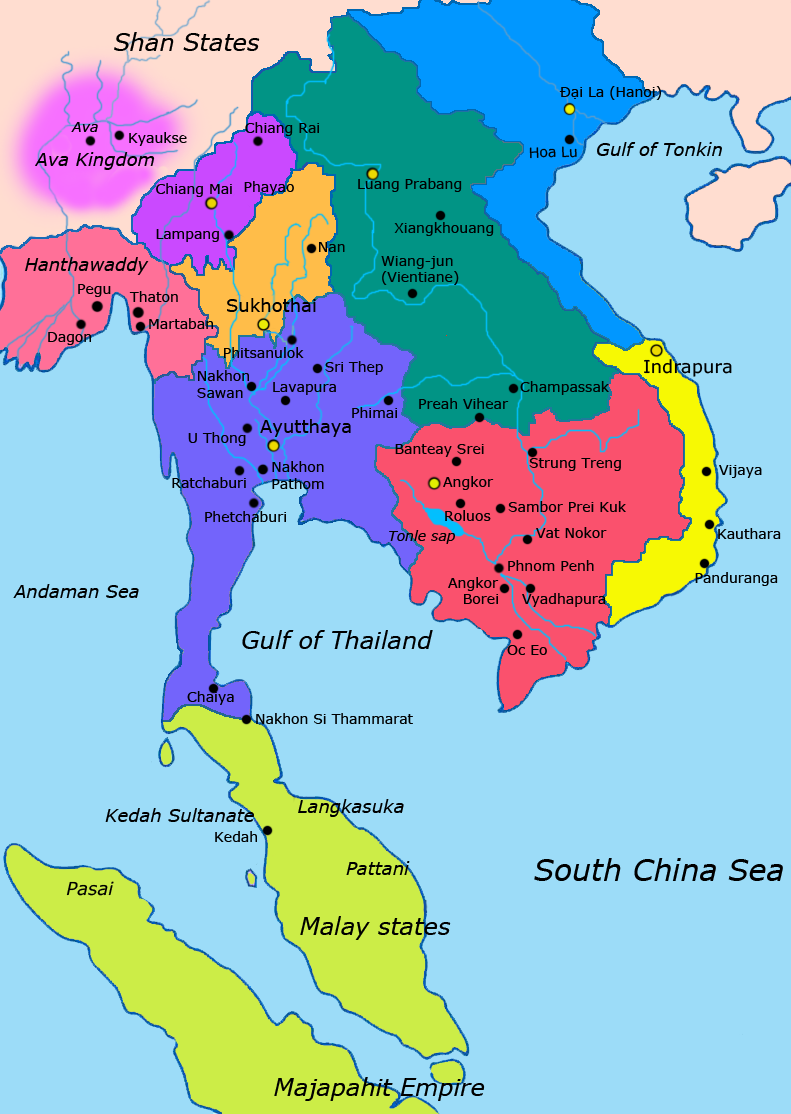
Koninkrijk Lanna in het donkerpaars, Koninkrijk Sukhothai in het oranje en Koninkrijk Ayutthaya in het donkerblauw; in 1400

Het gebied rond Chiang Saen is al meer dan 2500 jaar bewoond. Hiervan is bewijs uit onder andere het Neolithicum en uit de bronstijd, omdat er voorwerpen zijn gevonden uit deze tijden. In 673 v.Chr. werd de plaats officieel gesticht als Viang Yonok Nakorn Chiang Saen door prins Singhanati uit Yunnan. Het is niet zeker of deze stad op de plek van het huidige Chiang Saen lag of enkele kilometers ten zuidwesten hiervan. Er zijn aardwerken voorwerpen uit deze tijd gevonden en ook zijn er fundamenten van vermoedelijk een fort gevonden. Het is bekend dat de plaats, Viang Yonok Nak Nakhon Chaiburi Sri Chiang Saen, werd verwoest door een zware aardbeving in 447. Voor de aardbeving hebben 45 koningen over de plaats geregeerd. Vanaf de aardbeving tot 637 werd de plaats bestuurd door Viang Peuksa, wat nu Chiang Saen Noi is.
De gouden eeuw van Chiang Saen begon in 1259, toen koning Mengrai over een gebied in het Chinese Yunnan regeerde. Toen de dreiging van de Mongolen opliep vertrok dit volk naar het gebied rond het huidige Chiang Saen en sloot allianties met de bijwonende volkeren en die plaatsen samen werden het Koninkrijk Lanna. De Mongolen kwamen uiteindelijk weer naar dit volk, maar ze wisten de aanvallen te winnen onder andere door de hoofdstad steeds te verplaatsen. Mengrai sloot ook allianties met de koningen van het Koninkrijk Sukhothai en van Koninkrijk Phayao. In 1317 stierf koning Mengrai en volgde zijn kleinzoon Saen Phu hem op. Hij bouwde tussen 1320 en 1330 de stad Yonok Nagaburi op de plaats waar het huidige Chiang Saen ligt en dit bleef lange tijd de hoofdstad. Koning Saen Phu bleef in de stad tot zijn dood wonen.
Van 1367 tot 1525 was Chiang Saen in een gouden eeuw. Dit kwam onder andere omdat de Mongolen niet meer dreigden. In deze tijd werden onder andere betere wegen gebouwd, werd de gezondheidszorg verbeterd, werden er rijstterrassen met irrigatiesystemen gemaakt en werden er vele tempels gebouwd. Vanaf het begin van de 16e eeuw werd het groeiende Koninkrijk Ayutthaya een dreiging, maar binnen het Koninkrijk Lanna zelf werd het ook onrustiger. In 1558 werd Chiang Saen veroverd door het Myanmarese Burengnong. In de volgende 250 jaar werd Chiang Saen bestuurd door Ava en was er grote onrust in de stad met veel vernielingen. Dit kwam ook doordat de stad te weinig toegang had tot materialen. In 1628 werd het administratieve centrum van Myanmar verplaatst naar Chiang Saen en in 1717 trof een overstroming van de Mae Khong de stad.
In 1804 werd de stad veroverd door de Kavila's. Chiang Saen werd als laatste veroverd, omdat de stad door zijn stadsmuren moeilijker te veroveren was. Ze veroverden de stad via de zuidermuren, omdat die het laagst waren. De inwoners werden door de Kavila's geëvacueerd naar steden waaronder Chiang Mai, Lampang, Nan en Phrae. Na deze evacuatie werd alles met waarde in Chiang Saen vernietigd. De stad was voor ongeveer 100 jaar onbewoond tot het begin van de 20e eeuw.
In de 20e eeuw bouwden de Japanners betere en nieuwe wegen en moedigde de opiumverbouwing aan. In de jaren 70 waren er gevechten tussen de opiumkrijgsheren van de Kwomintang en Thailand. Nadat de opiumverbouwing werd teruggedrongen werd de plaats in de jaren 80 een toeristische bestemming, onder andere door het Doi Tung-project en doordat de grootste opiumkrijgsheer Khun-Sa werd verdreven.

## Demografie
In de periode dat Chiang Saen de meeste inwoners had woonden er 200.000 mensen in en rond Chiang Saen. Nu wonen er ongeveer 47.000 inwoners in de Amphoe Chiang Saen.

## Bezienswaardigheden
- Wat Pa Sak
- Wat Phra That Chom Kitti
- Wat Chom Chang
- Wat Phra That Chedi Luang
- Chiang Saen Nationaal Museum